# Camino al Tagliamento
Camino al Tagliamento (friülà Cjamin di Codroip ) és un municipi italià, dins de la província d'Udine. L'any 2007 tenia 1.675 habitants. Limita amb els municipis de Codroipo, Morsano al Tagliamento (PN), San Vito al Tagliamento (PN), Varmo

## Administració
| Període | Identitat       | Partit        |
| ------- | --------------- | ------------- |
| 2004-   | Emilio Gregoris | Llista cívica |